# Kirchenprovinz Venedig

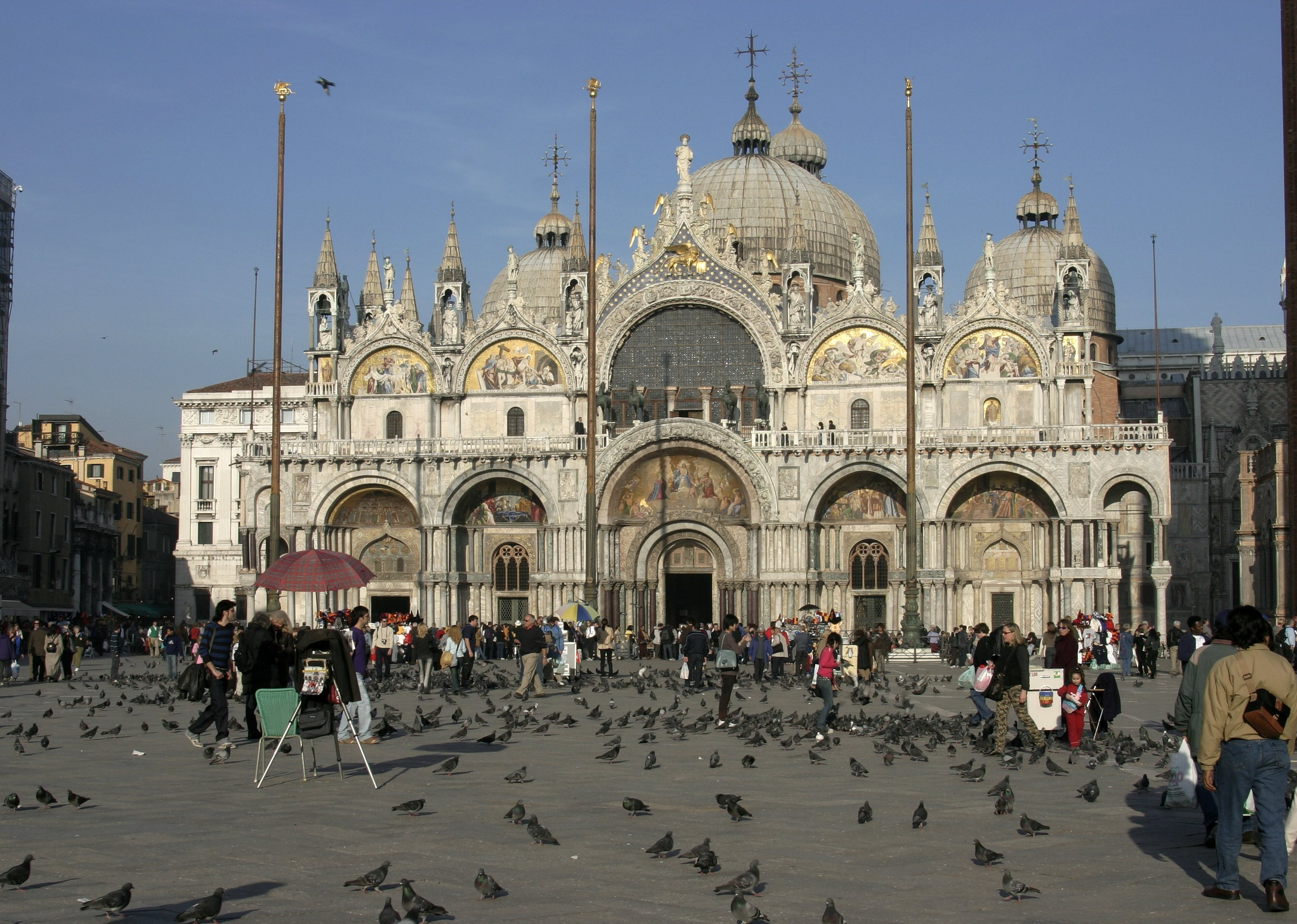
Markusdom, Kathedralkirche des Patriarchen von Venedig

Die Kirchenprovinz Venedig ist eine der vier Kirchenprovinzen der Kirchenregion Triveneto der römisch-katholischen Kirche in Italien. 
Zu der Kirchenprovinz Venedig gehören das Patriarchat von Venedig als Metropolitanbistum und die Bistümer Adria-Rovigo, Belluno-Feltre, Chioggia, Concordia-Pordenone, Padua, Treviso, Verona, Vicenza und Vittorio Veneto als Suffraganbistümer.